# Agustín Rogel
Agustín Maximiliano Rogel Paita (nascido em 17 de outubro de 1997) é um futebolista profissional uruguaio que atua como zagueiro no Hertha BSC.

## Carreira
Rogel começou sua carreira profissional pelo Nacional. Depois de começar como titluar na pré-temporada 2015-16, Rogel sofreu uma lesão no menisco, que o afastou por seis meses. O zagueiro estreou pelo time principal na Copa Libertadores, entrando durante derrota por 1 a 0 contra o time venezuelano Zulia, em dia 15 de março de 2016.
Em 3 de maio de 2018, o empresário de Rogel disse que o zagueiro havia rejeitado uma oferta de transferência para o Leeds United, da Inglaterra. Posteriormente, em 30 de agosto de 2018, Rogel assinou um contrato de quatro anos com o Krylia Sovetov, da Rússia.
Em 19 de julho de 2019, Rogel assinou um contrato de quatro anos com o Toulouse, da França. Em 19 de fevereiro de 2021, o zagueiro foi emprestado para o Estudiantes de La Plata, por até o final da temporada.
Em 13 de janeiro de 2022, seu contrato com o Toulouse foi rescindido. Quatro dias depois, foi anunciado em definitivo pelo Estudiantes de La Plata por um ano.
Em 31 de agosto de 2022, Rogel transferiu-se para o Hertha BSC, em um contrato de quatro anos até junho de 2026. Em 7 de agosto de 2024, foi emprestado ao Internacional até a metade de 2025.
Em julho de 2025, se despediu do Internacional ao fim do empréstimo.

## Seleção Uruguaia
Rogel fez parte da seleção sub-20 que conquistou o Campeonato Sul-Americano Sub-20 de 2017.
Em setembro de 2022, Rogel foi convocado pela primeira vez para a seleção do Uruguai. Ele fez sua estreia em 23 de setembro de 2022 em uma derrota por 1 a 0 contra o Irã .

## Estatísticas de carreira

### Internacional
| Seleção nacional | Ano   | Partidas | Gols |
| ---------------- | ----- | -------- | ---- |
| Uruguai          | 2022  | 1        | 0    |
| Total            | Total | 1        | 0    |

## Títulos
Internacional
- Campeonato Gaúcho: 2025

Uruguai Sub-20
- Campeonato Sul-Americano de Futebol Sub-20 : 2017